# Alphabetische Liste der Asteroiden/J
| Alphabetische Liste der Asteroiden – J |                 |
| Nummer und Name                        | Gruppe / Typ    |
| (7470) Jabberwock                      | Hauptgürtel     |
| (1942) Jablunka                        | Hauptgürtel     |
| (2079) Jacchia                         | Hauptgürtel     |
| (11743) Jachowski                      | Hauptgürtel     |
| (30840) Jackalice                      | Hauptgürtel     |
| (22707) Jackgrundy                     | Hauptgürtel     |
| (4319) Jackierobinson                  | Hauptgürtel     |
| (144552) Jackiesue                     | Hauptgürtel     |
| (27582) Jackieterrel                   | Hauptgürtel     |
| (26938) Jackli                         | Hauptgürtel     |
| (2625) Jack London                     | Hauptgürtel     |
| (328305) Jackmcdevitt                  | Hauptgürtel     |
| (75842) Jackmonahan                    | Hauptgürtel     |
| (7749) Jackschmitt                     | Hauptgürtel     |
| (2193) Jackson                         | Hauptgürtel     |
| (33418) Jacksonweaver                  | Hauptgürtel     |
| (28631) Jacktakahashi                  | Hauptgürtel     |
| (243320) Jackuipers                    | Hauptgürtel     |
| (5111) Jacliff                         | Hauptgürtel     |
| (12909) Jaclifford                     | Hauptgürtel     |
| (22730) Jacobhurwitz                   | Hauptgürtel     |
| (12040) Jacobi                         | Hauptgürtel     |
| (28568) Jacobjohnson                   | Hauptgürtel     |
| (11772) Jacoblemaire                   | Hauptgürtel     |
| (21926) Jacobperry                     | Hauptgürtel     |
| (31592) Jacobplaut                     | Hauptgürtel     |
| (12645) Jacobrosales                   | Hauptgürtel     |
| (19643) Jacobrucker                    | Hauptgürtel     |
| (23752) Jacobshapiro                   | Hauptgürtel     |
| (5636) Jacobson                        | Hauptgürtel     |
| (25869) Jacoby                         | Hauptgürtel     |
| (26424) Jacquelihung                   | Hauptgürtel     |
| (1017) Jacqueline                      | Hauptgürtel     |
| (24102) Jacquescassini                 | Hauptgürtel     |
| (6542) Jacquescousteau                 | Hauptgürtel     |
| (18605) Jacqueslaskar                  | Hauptgürtel     |
| (37782) Jacquespiccard                 | Hauptgürtel     |
| (82926) Jacquey                        | Hauptgürtel     |
| (33384) Jacyfang                       | Hauptgürtel     |
| (133891) Jaesubhong                    | Hauptgürtel     |
| (9696) Jaffe                           | Hauptgürtel     |
| (32237) Jagadeesan                     | Hauptgürtel     |
| (25927) Jagandelman                    | Hauptgürtel     |
| (32242) Jagota                         | Hauptgürtel     |
| (5321) Jagras                          | Hauptgürtel     |
| (33570) Jagruenstein                   | Hauptgürtel     |
| (30830) Jahn                           | Hauptgürtel     |
| (9861) Jahreiss                        | Hauptgürtel     |
| (19478) Jaimeflores                    | Hauptgürtel     |
| (56561) Jaimenomen                     | Hauptgürtel     |
| (31504) Jaisonjain                     | Hauptgürtel     |
| (29607) Jakehecla                      | Hauptgürtel     |
| (1893) Jakoba                          | Hauptgürtel     |
| (18359) Jakobstaude                    | Hauptgürtel     |
| (30418) Jakobsteiner                   | Hauptgürtel     |
| (202909) Jakoten                       | Hauptgürtel     |
| (22732) Jakpor                         | Hauptgürtel     |
| (20377) Jakubisin                      | Hauptgürtel     |
| (176884) Jallynsmith                   | Hauptgürtel     |
| (4397) Jalopez                         | Hauptgürtel     |
| (230736) Jalyhome                      | Hauptgürtel     |
| (27449) Jamarkley                      | Hauptgürtel     |
| (30039) Jameier                        | Hauptgürtel     |
| (2335) James                           | Marsbahnkreuzer |
| (19852) Jamesalbers                    | Hauptgürtel     |
| (32078) Jamesavoldelli                 | Hauptgürtel     |
| (14575) Jamesblanc                     | Hauptgürtel     |
| (9007) James Bond                      | Hauptgürtel     |
| (2634) James Bradley                   | Hauptgürtel     |
| (95853) Jamescarpenter                 | Hauptgürtel     |
| (30421) Jameschafer                    | Hauptgürtel     |
| (134174) Jameschen                     | Hauptgürtel     |
| (22139) Jamescox                       | Hauptgürtel     |
| (20863) Jamescronk                     | Hauptgürtel     |
| (142084) Jamesdaniel                   | Hauptgürtel     |
| (58424) Jamesdunlop                    | Hauptgürtel     |
| (81822) Jamesearly                     | Hauptgürtel     |
| (22421) Jamesedgar                     | Hauptgürtel     |
| (32609) Jamesfagan                     | Hauptgürtel     |
| (25925) Jamesfenska                    | Hauptgürtel     |
| (5625) Jamesferguson                   | Hauptgürtel     |
| (117781) Jamesfisher                   | Hauptgürtel     |
| (25913) Jamesgreen                     | Hauptgürtel     |
| (22136) Jamesharrison                  | Hauptgürtel     |
| (39791) Jameshesser                    | Hauptgürtel     |
| (32405) Jameshill                      | Hauptgürtel     |
| (12125) Jamesjones                     | Hauptgürtel     |
| (169184) Jameslee                      | Hauptgürtel     |
| (121540) Jamesmarsh                    | Hauptgürtel     |
| (10676) Jamesmcdanell                  | Hauptgürtel     |
| (21065) Jamesmelka                     | Hauptgürtel     |
| (30558) Jamesoconnor                   | Hauptgürtel     |
| (10773) Jamespaton                     | Hauptgürtel     |
| (26467) Jamespopper                    | Hauptgürtel     |
| (121656) Jamesrogers                   | Hauptgürtel     |
| (30187) Jamesroney                     | Hauptgürtel     |
| (197196) Jamestaylor                   | Hauptgürtel     |
| (11332) Jameswatt                      | Hauptgürtel     |
| (17926) Jameswu                        | Hauptgürtel     |
| (117657) Jamieelsila                   | Hauptgürtel     |
| (117388) Jamiemoore                    | Hauptgürtel     |
| (16012) Jamierubin                     | Hauptgürtel     |
| (8556) Jana                            | Hauptgürtel     |
| (2073) Janáček                         | Hauptgürtel     |
| (20187) Janapittichová                 | Hauptgürtel     |
| (123852) Jánboďa                       | Hauptgürtel     |
| (24411) Janches                        | Hauptgürtel     |
| (5420) Jancis                          | Hauptgürtel     |
| (12629) Jandeboer                      | Hauptgürtel     |
| (13133) Jandecleir                     | Hauptgürtel     |
| (495759) Jandesselberger               | Hauptgürtel     |
| (37736) Jandl                          | Hauptgürtel     |
| (8496) Jandlsmith                      | Hauptgürtel     |
| (75846) Jandorf                        | Hauptgürtel     |
| (39415) Janeausten                     | Hauptgürtel     |
| (19630) Janebell                       | Hauptgürtel     |
| (117020o) Janeconlin                   | Hauptgürtel     |
| (28318) Janecox                        | Hauptgürtel     |
| (316741) Janefletcher                  | Hauptgürtel     |
| (10043) Janegann                       | Hauptgürtel     |
| (7175) Janegoodall                     | Hauptgürtel     |
| (6083) Janeirabloom                    | Hauptgürtel     |
| (6921) Janejacobs                      | Hauptgürtel     |
| (19758) Janelcoulson                   | Hauptgürtel     |
| (20673) Janelle                        | Hauptgürtel     |
| (27314) Janemcdonald                   | Hauptgürtel     |
| (22338) Janemojo                       | Hauptgürtel     |
| (2028) Janequeo                        | Hauptgürtel     |
| (4558) Janesick                        | Marsbahnkreuzer |
| (28465) Janesmyth                      | Hauptgürtel     |
| (15099) Janestrohm                     | Hauptgürtel     |
| (25988) Janesuh                        | Hauptgürtel     |
| (48628) Janetfender                    | Hauptgürtel     |
| (20484) Janetsong                      | Hauptgürtel     |
| (33502) Janetwaldeck                   | Hauptgürtel     |
| (53910) Jánfischer                     | Hauptgürtel     |
| (27048) Jangong                        | Hauptgürtel     |
| (68719) Jangyeongsil                   | Hauptgürtel     |
| (12534) Janhoet                        | Hauptgürtel     |
| (2324) Janice                          | Hauptgürtel     |
| (383) Janina                           | Hauptgürtel     |
| (22862) Janinedavis                    | Hauptgürtel     |
| (7849) Janjosefrič                     | Hauptgürtel     |
| (20991) Jánkollár                      | Hauptgürtel     |
| (6310) Jankonke                        | Hauptgürtel     |
| (6589) Jankovich                       | Hauptgürtel     |
| (25614) Jankral                        | Hauptgürtel     |
| (13441) Janmerlin                      | Hauptgürtel     |
| (32462) Janmitchener                   | Hauptgürtel     |
| (23812) Jannuzi                        | Hauptgürtel     |
| (12197) Jan-Otto                       | Hauptgürtel     |
| (31109) Janpalouš                      | Hauptgürtel     |
| (3301) Jansje                          | Hauptgürtel     |
| (1932) Jansky                          | Hauptgürtel     |
| (19140) Jansmit                        | Hauptgürtel     |
| (94556) Janstarý                       | Hauptgürtel     |
| (10586) Jansteen                       | Hauptgürtel     |
| (212606) Janulis                       | Hauptgürtel     |
| (9259) Janvanparadijs                  | Hauptgürtel     |
| (10436) Janwillempel                   | Hauptgürtel     |
| (20164) Janzajíc                       | Hauptgürtel     |
| (10017) Jaotsungi                      | Hauptgürtel     |
| (17992) Japellegrino                   | Hauptgürtel     |
| (90503) Japhethboyce                   | Hauptgürtel     |
| (7796) Járacimrman                     | Hauptgürtel     |
| (60008) Jarda                          | Hauptgürtel     |
| (33538) Jaredbergen                    | Hauptgürtel     |
| (24549) Jaredgoodman                   | Hauptgürtel     |
| (20587) Jargoldman                     | Hauptgürtel     |
| (1843) Jarmila                         | Hauptgürtel     |
| (1558) Järnefelt                       | Hauptgürtel     |
| (4023) Jarník                          | Hauptgürtel     |
| (7829) Jaroff                          | Hauptgürtel     |
| (4320) Jarosewich                      | Hauptgürtel     |
| (82464) Jaroslavbocek                  | Hauptgürtel     |
| (1110) Jaroslawa                       | Hauptgürtel     |
| (332183) Jaroussky                     | Hauptgürtel     |
| (4422) Jarre                           | Hauptgürtel     |
| (475080) Jarry                         | Hauptgürtel     |
| (17277) Jarrydlevine                   | Hauptgürtel     |
| (3353) Jarvis                          | Hauptgürtel     |
| (5250) Jas                             | Hauptgürtel     |
| (2964) Jaschek                         | Hauptgürtel     |
| (90918) Jasinski                       | Hauptgürtel     |
| (28494) Jasmine                        | Hauptgürtel     |
| (4336) Jasniewicz                      | Hauptgürtel     |
| (4114) Jasnorzewska                    | Hauptgürtel     |
| (6063) Jason                           | Apollo-Typ      |
| (21475) Jasonclain                     | Hauptgürtel     |
| (22775) Jasonelloyd                    | Hauptgürtel     |
| (31988) Jasonfiacco                    | Hauptgürtel     |
| (30206) Jasonfricker                   | Hauptgürtel     |
| (121332) Jasonhair                     | Hauptgürtel     |
| (34314) Jasonlee                       | Hauptgürtel     |
| (128348) Jasonleonard                  | Hauptgürtel     |
| (23728) Jasonmorrow                    | Hauptgürtel     |
| (18155) Jasonschuler                   | Hauptgürtel     |
| (5620) Jasonwheeler                    | Amor-Typ        |
| (32091) Jasonwu                        | Hauptgürtel     |
| (26717) Jasonye                        | Hauptgürtel     |
| (48435) Jaspers                        | Hauptgürtel     |
| (6977) Jaucourt                        | Hauptgürtel     |
| (25138) Jaumann                        | Hauptgürtel     |
| (6262) Javid                           | Hauptgürtel     |
| (117387) Javiercerna                   | Hauptgürtel     |
| (5516) Jawilliamson                    | Hauptgürtel     |
| (12065) Jaworski                       | Hauptgürtel     |
| (100267) JAXA                          | Hauptgürtel     |
| (22575) Jayallen                       | Hauptgürtel     |
| (11173) Jayanderson                    | Hauptgürtel     |
| (25620) Jayaprakash                    | Hauptgürtel     |
| (25554) Jayaranjan                     | Hauptgürtel     |
| (51431) Jayardee                       | Hauptgürtel     |
| (221923) Jayeff                        | Hauptgürtel     |
| (5812) Jayewinkler                     | Hauptgürtel     |
| (33571) Jaygupta                       | Hauptgürtel     |
| (13212) Jayleno                        | Hauptgürtel     |
| (22828) Jaynethomp                     | Hauptgürtel     |
| (134091) Jaysoncowley                  | Hauptgürtel     |
| (129152) Jaystpierre                   | Hauptgürtel     |
| (15116) Jaytate                        | Hauptgürtel     |
| (17081) Jaytee                         | Hauptgürtel     |
| (30109) Jaywilson                      | Hauptgürtel     |
| (32128) Jayzussman                     | Hauptgürtel     |
| (100229) Jeanbailly                    | Hauptgürtel     |
| (84011) Jean-Claude                    | Hauptgürtel     |
| (221026) Jeancoester                   | Hauptgürtel     |
| (30130) Jeandillman                    | Hauptgürtel     |
| (320942) Jeanette-Jesse                | Hauptgürtel     |
| (13115) Jeangodin                      | Hauptgürtel     |
| (153333) Jeanhugues                    | Hauptgürtel     |
| (1461) Jean-Jacques                    | Hauptgürtel     |
| (27302) Jeankobis                      | Hauptgürtel     |
| (16147) Jeanli                         | Hauptgürtel     |
| (5235) Jean-Loup                       | Hauptgürtel     |
| (9531) Jean-Luc                        | Hauptgürtel     |
| (18112) Jeanlucjosset                  | Hauptgürtel     |
| (20228) Jeanmarcmari                   | Hauptgürtel     |
| (38019) Jeanmariepelt                  | Hauptgürtel     |
| (20741) Jeanmichelreess                | Hauptgürtel     |
| (1281) Jeanne                          | Hauptgürtel     |
| (114649) Jeanneacker                   | Hauptgürtel     |
| (129177) Jeanneeha                     | Hauptgürtel     |
| (189930) Jeanneherbert                 | Hauptgürtel     |
| (129064) Jeanneladewig                 | Hauptgürtel     |
| (27724) Jeannoël                       | Hauptgürtel     |
| (14365) Jeanpaul                       | Hauptgürtel     |
| (8116) Jeanperrin                      | Hauptgürtel     |
| (2763) Jeans                           | Hauptgürtel     |
| (18574) Jeansimon                      | Hauptgürtel     |
| (129325) Jedhancock                    | Hauptgürtel     |
| (5899) Jedicke                         | Hauptgürtel     |
| (322912) Jedlik                        | Hauptgürtel     |
| (23038) Jeffbaughman                   | Hauptgürtel     |
| (3526) Jeffbell                        | Hauptgürtel     |
| (1934) Jeffers                         | Hauptgürtel     |
| (30928) Jefferson                      | Hauptgürtel     |
| (99905) Jeffgrossman                   | Hauptgürtel     |
| (46277) Jeffhall                       | Hauptgürtel     |
| (187283) Jeffhopkins                   | Hauptgürtel     |
| (120174) Jeffjenny                     | Hauptgürtel     |
| (84447) Jeffkanipe                     | Hauptgürtel     |
| (7657) Jefflarsen                      | Hauptgürtel     |
| (22991) Jeffreyklus                    | Hauptgürtel     |
| (28813) Jeffreykurtz                   | Hauptgürtel     |
| (173649) Jeffreymoore                  | Hauptgürtel     |
| (22564) Jeffreyxing                    | Hauptgürtel     |
| (262295) Jeffrich                      | Hauptgürtel     |
| (7376) Jefftaylor                      | Hauptgürtel     |
| (17884) Jeffthompson                   | Hauptgürtel     |
| (25405) Jeffwidder                     | Hauptgürtel     |
| (9564) Jeffwynn                        | Marsbahnkreuzer |
| (14576) Jefholley                      | Hauptgürtel     |
| (26275) Jefsoulier                     | Hauptgürtel     |
| (3188) Jekabsons                       | Hauptgürtel     |
| (1606) Jekhovsky                       | Hauptgürtel     |
| (125718) Jemasalomon                   | Hauptgürtel     |
| (526) Jena                             | Hauptgürtel     |
| (170900) Jendrassik                    | Hauptgürtel     |
| (22626) Jengordinier                   | Hauptgürtel     |
| (17279) Jeniferevans                   | Hauptgürtel     |
| (20496) Jeník                          | Hauptgürtel     |
| (10581) Jeníkhollan                    | Hauptgürtel     |
| (31876) Jenkens                        | Hauptgürtel     |
| (28603) Jenkins                        | Hauptgürtel     |
| (4504) Jenkinson                       | Hauptgürtel     |
| (5588) Jennabelle                      | Hauptgürtel     |
| (18163) Jennalewis                     | Hauptgürtel     |
| (71482) Jennamarie                     | Hauptgürtel     |
| (28924) Jennanncsele                   | Hauptgürtel     |
| (31492) Jennarose                      | Hauptgürtel     |
| (5168) Jenner                          | Hauptgürtel     |
| (20862) Jenngoedhart                   | Hauptgürtel     |
| (11190) Jennibell                      | Hauptgürtel     |
| (6249) Jennifer                        | Marsbahnkreuzer |
| (28555) Jenniferchan                   | Hauptgürtel     |
| (18175) Jenniferchoy                   | Hauptgürtel     |
| (30362) Jenniferdean                   | Hauptgürtel     |
| (13853) Jenniferfritz                  | Hauptgürtel     |
| (12485) Jenniferharris                 | Hauptgürtel     |
| (19448) Jenniferling                   | Hauptgürtel     |
| (18923) Jennifersass                   | Hauptgürtel     |
| (18970) Jenniharper                    | Hauptgürtel     |
| (31767) Jennimartin                    | Hauptgürtel     |
| (20555) Jennings                       | Hauptgürtel     |
| (146268) Jennipolakis                  | Hauptgürtel     |
| (42981) Jenniskens                     | Hauptgürtel     |
| (32552) Jennithomas                    | Hauptgürtel     |
| (32556) Jennivibber                    | Hauptgürtel     |
| (13753) Jennivirta                     | Hauptgürtel     |
| (607) Jenny                            | Hauptgürtel     |
| (19437) Jennyblank                     | Hauptgürtel     |
| (10480) Jennyblue                      | Hauptgürtel     |
| (27208) Jennyliu                       | Hauptgürtel     |
| (21751) Jennytaylor                    | Hauptgürtel     |
| (31630) Jennywang                      | Hauptgürtel     |
| (75570) Jenőwigner                     | Hauptgürtel     |
| (1719) Jens                            | Hauptgürtel     |
| (26921) Jensallit                      | Hauptgürtel     |
| (3245) Jensch                          | Hauptgürtel     |
| (5900) Jensen                          | Hauptgürtel     |
| (8861) Jenskandler                     | Hauptgürtel     |
| (5427) Jensmartin                      | Hauptgürtel     |
| (9871) Jeon                            | Hauptgürtel     |
| (12352) Jepejacobsen                   | Hauptgürtel     |
| (20316) Jerahalpern                    | Hauptgürtel     |
| (128586) Jeremias                      | Hauptgürtel     |
| (24120) Jeremyblum                     | Hauptgürtel     |
| (24019) Jeremygasper                   | Hauptgürtel     |
| (31978) Jeremyphilip                   | Hauptgürtel     |
| (134112) Jeremyralph                   | Hauptgürtel     |
| (34324) Jeremyschwartz                 | Hauptgürtel     |
| (11774) Jerne                          | Hauptgürtel     |
| (13127) Jeroenbrouwers                 | Hauptgürtel     |
| (33544) Jerold                         | Hauptgürtel     |
| (1414) Jérôme                          | Hauptgürtel     |
| (116903) Jeromeapt                     | Hauptgürtel     |
| (221150) Jerryfoote                    | Hauptgürtel     |
| (18720) Jerryguo                       | Hauptgürtel     |
| (9837) Jerryhorow                      | Hauptgürtel     |
| (11548) Jerrylewis                     | Hauptgürtel     |
| (25381) Jerrynelson                    | Hauptgürtel     |
| (63163) Jerusalem                      | Hauptgürtel     |
| (29447) Jerzyneyman                    | Hauptgürtel     |
| (12091) Jesmalmquist                   | Hauptgürtel     |
| (16231) Jessberger                     | Hauptgürtel     |
| (19570) Jessedouglas                   | Hauptgürtel     |
| (25676) Jesseellison                   | Hauptgürtel     |
| (31523) Jessemichel                    | Hauptgürtel     |
| (11830) Jessenius                      | Hauptgürtel     |
| (6758) Jesseowens                      | Hauptgürtel     |
| (211375) Jessesteed                    | Hauptgürtel     |
| (30268) Jessezhang                     | Hauptgürtel     |
| (257296) Jessicaamy                    | Hauptgürtel     |
| (21407) Jessicabaker                   | Hauptgürtel     |
| (31503) Jessicahong                    | Hauptgürtel     |
| (31511) Jessicakim                     | Hauptgürtel     |
| (13320) Jessicamiles                   | Hauptgürtel     |
| (19447) Jessicapearl                   | Hauptgürtel     |
| (18956) Jessicarnold                   | Hauptgürtel     |
| (30063) Jessicashi                     | Hauptgürtel     |
| (16203) Jessicastahl                   | Hauptgürtel     |
| (33414) Jessicatian                    | Hauptgürtel     |
| (10464) Jessie                         | Hauptgürtel     |
| (16123) Jessiecheng                    | Hauptgürtel     |
| (33699) Jessiegan                      | Hauptgürtel     |
| (27417) Jessjohnson                    | Hauptgürtel     |
| (32234) Jesslihuang                    | Hauptgürtel     |
| (29660) Jessmacalpine                  | Hauptgürtel     |
| (549) Jessonda                         | Hauptgürtel     |
| (21543) Jessop                         | Hauptgürtel     |
| (12067) Jeter                          | Hauptgürtel     |
| (45517) Jett                           | Hauptgürtel     |
| (544) Jetta                            | Hauptgürtel     |
| (6434) Jewitt                          | Hauptgürtel     |
| (27132) Ježek                          | Hauptgürtel     |
| (145534) Jhongda                       | Hauptgürtel     |
| (26939) Jiachengli                     | Hauptgürtel     |
| (25199) Jiahegu                        | Hauptgürtel     |
| (10877) Jiangnan Tianchi               | Hauptgürtel     |
| (31012) Jiangshiyang                   | Hauptgürtel     |
| (2617) Jiangxi                         | Hauptgürtel     |
| (48619) Jianli                         | Hauptgürtel     |
| (207723) Jiansanjiang                  | Hauptgürtel     |
| (129277) Jianxinchen                   | Hauptgürtel     |
| (4760) Jia-xiang                       | Hauptgürtel     |
| (28607) Jiayipeng                      | Hauptgürtel     |
| (10577) Jihčesmuzeum                   | Hauptgürtel     |
| (2080) Jihlava                         | Hauptgürtel     |
| (30051) Jihopark                       | Hauptgürtel     |
| (2398) Jilin                           | Hauptgürtel     |
| (13845) Jillburnett                    | Hauptgürtel     |
| (23002) Jillhirsch                     | Hauptgürtel     |
| (178987) Jillianredfern                | Hauptgürtel     |
| (21480) Jilltucker                     | Hauptgürtel     |
| (27870) Jillwatson                     | Hauptgürtel     |
| (2143) Jimarnold                       | Hauptgürtel     |
| (8146) Jimbell                         | Hauptgürtel     |
| (26233) Jimbraun                       | Hauptgürtel     |
| (14148) Jimchamberlin                  | Hauptgürtel     |
| (12224) Jimcornell                     | Hauptgürtel     |
| (9809) Jimdarwin                       | Hauptgürtel     |
| (28661) Jimdickens                     | Hauptgürtel     |
| (50717) Jimfox                         | Hauptgürtel     |
| (129985) Jimfreemantle                 | Hauptgürtel     |
| (111660) Jimgray                       | Hauptgürtel     |
| (128615) Jimharris                     | Hauptgürtel     |
| (4738) Jimihendrix                     | Hauptgürtel     |
| (23030) Jimkennedy                     | Hauptgürtel     |
| (80807) Jimloudon                      | Hauptgürtel     |
| (5594) Jimmiller                       | Hauptgürtel     |
| (22988) Jimmyhom                       | Hauptgürtel     |
| (26508) Jimmylin                       | Hauptgürtel     |
| (44016) Jimmypage                      | Hauptgürtel     |
| (3407) Jimmysimms                      | Hauptgürtel     |
| (27326) Jimobrien                      | Hauptgürtel     |
| (8621) Jimparsons                      | Hauptgürtel     |
| (17195) Jimrichardson                  | Hauptgürtel     |
| (6618) Jimsimons                       | Hauptgürtel     |
| (4445) Jimstratton                     | Hauptgürtel     |
| (6173) Jimwestphal                     | Hauptgürtel     |
| (21406) Jimyang                        | Hauptgürtel     |
| (2874) Jim Young                       | Hauptgürtel     |
| (29618) Jinandrew                      | Hauptgürtel     |
| (3515) Jindra                          | Hauptgürtel     |
| (14594) Jindrašilhán                   | Hauptgürtel     |
| (11141) Jindrawalter                   | Hauptgürtel     |
| (21873) Jindřichůvhradec               | Hauptgürtel     |
| (21559) Jingyuanluo                    | Hauptgürtel     |
| (23283) Jinjuyi                        | Hauptgürtel     |
| (24926) Jinpan                         | Hauptgürtel     |
| (3088) Jinxiuzhonghua                  | Hauptgürtel     |
| (100434) Jinyilian                     | Hauptgürtel     |
| (10930) Jinyong                        | Hauptgürtel     |
| (33528) Jinzeman                       | Hauptgürtel     |
| (17694) Jiránek                        | Hauptgürtel     |
| (13367) Jiří                           | Hauptgürtel     |
| (31324) Jiřímrázek                     | Hauptgürtel     |
| (38461) Jiřítrnka                      | Hauptgürtel     |
| (10395) Jirkahorn                      | Hauptgürtel     |
| (162035) Jirotakahashi                 | Hauptgürtel     |
| (190333) Jirous                        | Hauptgürtel     |
| (250374) Jirovec                       | Hauptgürtel     |
| (133077) Jirsik                        | Hauptgürtel     |
| (3395) Jitka                           | Hauptgürtel     |
| (33595) Jiwoolee                       | Hauptgürtel     |
| (4698) Jizera                          | Hauptgürtel     |
| (21257) Jižní Čechy                    | Hauptgürtel     |
| (26333) Joachim                        | Hauptgürtel     |
| (2677) Joan                            | Hauptgürtel     |
| (2316) Jo-Ann                          | Hauptgürtel     |
| (21860) Joannaguy                      | Hauptgürtel     |
| (17988) Joannehsieh                    | Hauptgürtel     |
| (28092) Joannekear                     | Hauptgürtel     |
| (17914) Joannelee                      | Hauptgürtel     |
| (27549) Joannemichet                   | Hauptgürtel     |
| (87088) Joannewheeler                  | Hauptgürtel     |
| (25472) Joanoro                        | Hauptgürtel     |
| (18782) Joanrho                        | Hauptgürtel     |
| (215044) Joãoalves                     | Hauptgürtel     |
| (88470) Joaquinescrig                  | Hauptgürtel     |
| (27121) Joardar                        | Hauptgürtel     |
| (215463) Jobse                         | Hauptgürtel     |
| (25415) Jocelyn                        | Hauptgürtel     |
| (25275) Jocelynbell                    | Hauptgürtel     |
| (26411) Jocorbferg                     | Hauptgürtel     |
| (317917) Jodelle                       | Hauptgürtel     |
| (17744) Jodiefoster                    | Marsbahnkreuzer |
| (31619) Jodietinker                    | Hauptgürtel     |
| (129172) Jodizareski                   | Hauptgürtel     |
| (7766) Jododaira                       | Hauptgürtel     |
| (261690) Jodorowsky                    | Hauptgürtel     |
| (4083) Jody                            | Hauptgürtel     |
| (8028) Joeengle                        | Hauptgürtel     |
| (9775) Joeferguson                     | Hauptgürtel     |
| (4989) Joegoldstein                    | Hauptgürtel     |
| (15438) Joegotobed                     | Hauptgürtel     |
| (5167) Joeharms                        | Hauptgürtel     |
| (5034) Joeharrington                   | Hauptgürtel     |
| (27301) Joeingalls                     | Hauptgürtel     |
| (305661) Joejackson                    | Hauptgürtel     |
| (726) Joëlla                           | Hauptgürtel     |
| (8491) Joelle-gilles                   | Hauptgürtel     |
| (15076) Joellewis                      | Hauptgürtel     |
| (12867) Joëloïc                        | Hauptgürtel     |
| (13751) Joelparker                     | Hauptgürtel     |
| (7656) Joemontani                      | Hauptgürtel     |
| (31451) Joenickell                     | Hauptgürtel     |
| (1524) Joensuu                         | Hauptgürtel     |
| (294402) Joeorr                        | Hauptgürtel     |
| (8794) Joepatterson                    | Hauptgürtel     |
| (47620) Joeplassmann                   | Hauptgürtel     |
| (58595) Joepollock                     | Hauptgürtel     |
| (27342) Joescanio                      | Hauptgürtel     |
| (276568) Joestübler                    | Hauptgürtel     |
| (81859) Joetaylor                      | Hauptgürtel     |
| (211376) Joethurston                   | Hauptgürtel     |
| (22555) Joevellone                     | Hauptgürtel     |
| (8203) Jogolehmann                     | Hauptgürtel     |
| (11238) Johanmaurits                   | Hauptgürtel     |
| (5494) Johanmohr                       | Hauptgürtel     |
| (127) Johanna                          | Hauptgürtel     |
| (18980) Johannatang                    | Hauptgürtel     |
| (9300) Johannes                        | Hauptgürtel     |
| (15955) Johannesgmunden                | Hauptgürtel     |
| (24337) Johannessen                    | Hauptgürtel     |
| (20060) Johannforster                  | Hauptgürtel     |
| (20333) Johannhuth                     | Hauptgürtel     |
| (12171) Johannink                      | Hauptgürtel     |
| (19970) Johannpeter                    | Hauptgürtel     |
| (28547) Johannschröter                 | Hauptgürtel     |
| (120481) Johannwalter                  | Hauptgürtel     |
| (16266) Johconnell                     | Hauptgürtel     |
| (3726) Johnadams                       | Hauptgürtel     |
| (20530) Johnayres                      | Hauptgürtel     |
| (6830) Johnbackus                      | Hauptgürtel     |
| (20307) Johnbarnes                     | Hauptgürtel     |
| (4525) Johnbauer                       | Hauptgürtel     |
| (15461) Johnbird                       | Hauptgürtel     |
| (12140) Johnbolton                     | Hauptgürtel     |
| (75837) Johnbriol                      | Hauptgürtel     |
| (16901) Johnbrooks                     | Hauptgürtel     |
| (11652) Johnbrownlee                   | Hauptgürtel     |
| (26891) Johnbutler                     | Hauptgürtel     |
| (31640) Johncaven                      | Hauptgürtel     |
| (14163) Johnchapman                    | Hauptgürtel     |
| (30007) Johnclarke                     | Hauptgürtel     |
| (9618) Johncleese                      | Hauptgürtel     |
| (13179) Johncochrane                   | Hauptgürtel     |
| (3882) Johncox                         | Hauptgürtel     |
| (249522) Johndailey                    | Hauptgürtel     |
| (9064) Johndavies                      | Hauptgürtel     |
| (31975) Johndean                       | Hauptgürtel     |
| (213771) Johndee                       | Hauptgürtel     |
| (34289) Johndell                       | Hauptgürtel     |
| (246861) Johnelwell                    | Hauptgürtel     |
| (8581) Johnen                          | Hauptgürtel     |
| (5517) Johnerogers                     | Hauptgürtel     |
| (6452) Johneuller                      | Hauptgürtel     |
| (90308) Johney                         | Hauptgürtel     |
| (263844) Johnfarrell                   | Hauptgürtel     |
| (6137) Johnfletcher                    | Hauptgürtel     |
| (316202) Johnfowler                    | Hauptgürtel     |
| (16588) Johngee                        | Marsbahnkreuzer |
| (19638) Johngenereid                   | Hauptgürtel     |
| (30371) Johngorman                     | Hauptgürtel     |
| (91199) Johngray                       | Hauptgürtel     |
| (21617) Johnhagen                      | Hauptgürtel     |
| (29585) Johnhale                       | Hauptgürtel     |
| (8073) Johnharmon                      | Hauptgürtel     |
| (20314) Johnharrison                   | Hauptgürtel     |
| (26924) Johnharvey                     | Hauptgürtel     |
| (85200) Johnhault                      | Hauptgürtel     |
| (9695) Johnheise                       | Hauptgürtel     |
| (142369) Johnhodges                    | Hauptgürtel     |
| (21529) Johnjames                      | Hauptgürtel     |
| (126749) Johnjones                     | Hauptgürtel     |
| (133774) Johnkidd                      | Hauptgürtel     |
| (25294) Johnlaberee                    | Hauptgürtel     |
| (5772) Johnlambert                     | Hauptgürtel     |
| (33467) Johnlieb                       | Hauptgürtel     |
| (107379) Johnlogan                     | Hauptgürtel     |
| (90383) Johnloiacono                   | Hauptgürtel     |
| (20324) Johnmahoney                    | Hauptgürtel     |
| (134081) Johnmarshall                  | Hauptgürtel     |
| (6092) Johnmason                       | Hauptgürtel     |
| (8810) Johnmcfarland                   | Hauptgürtel     |
| (8026) Johnmckay                       | Hauptgürtel     |
| (7063) Johnmichell                     | Hauptgürtel     |
| (6906) Johnmills                       | Hauptgürtel     |
| (21707) Johnmoore                      | Hauptgürtel     |
| (128523) Johnmuir                      | Hauptgürtel     |
| (52008) Johnnaka                       | Hauptgürtel     |
| (5558) Johnnapier                      | Hauptgürtel     |
| (3252) Johnny                          | Hauptgürtel     |
| (8623) Johnnygalecki                   | Hauptgürtel     |
| (12413) Johnnyweir                     | Hauptgürtel     |
| (22911) Johnpardon                     | Hauptgürtel     |
| (9258) Johnpauljones                   | Hauptgürtel     |
| (427695) Johnpazder                    | Hauptgürtel     |
| (7110) Johnpearse                      | Hauptgürtel     |
| (17220) Johnpenna                      | Hauptgürtel     |
| (211021) Johnpercin                    | Hauptgürtel     |
| (32208) Johnpercy                      | Hauptgürtel     |
| (7542) Johnpond                        | Hauptgürtel     |
| (14119) Johnprince                     | Hauptgürtel     |
| (47619) Johnpursch                     | Hauptgürtel     |
| (20224) Johnrae                        | Hauptgürtel     |
| (7290) Johnrather                      | Hauptgürtel     |
| (9405) Johnratje                       | Hauptgürtel     |
| (8455) Johnrayner                      | Hauptgürtel     |
| (14700) Johnreid                       | Hauptgürtel     |
| (90463) Johnrichard                    | Hauptgürtel     |
| (33210) Johnrobertson                  | Hauptgürtel     |
| (5722) Johnscherrer                    | Hauptgürtel     |
| (10056) Johnschroer                    | Hauptgürtel     |
| (61190) Johnschutt                     | Hauptgürtel     |
| (21619) Johnshopkins                   | Hauptgürtel     |
| (5905) Johnson                         | Hauptgürtel     |
| (5255) Johnsophie                      | Hauptgürtel     |
| (26284) Johnspahn                      | Hauptgürtel     |
| (7554) Johnspencer                     | Hauptgürtel     |
| (5065) Johnstone                       | Hauptgürtel     |
| (21752) Johnthurmon                    | Hauptgürtel     |
| (40919) Johntonry                      | Hauptgürtel     |
| (127803) Johnvaneepoel                 | Hauptgürtel     |
| (48411) Johnventre                     | Hauptgürtel     |
| (31982) Johnwallis                     | Hauptgürtel     |
| (21481) Johnwarren                     | Hauptgürtel     |
| (129324) Johnweirich                   | Hauptgürtel     |
| (31731) Johnwiley                      | Hauptgürtel     |
| (28045) Johnwilkins                    | Hauptgürtel     |
| (4736) Johnwood                        | Hauptgürtel     |
| (22573) Johnzhou                       | Hauptgürtel     |
| (90370) Jókaimór                       | Hauptgürtel     |
| (899) Jokaste                          | Hauptgürtel     |
| (182592) Jolana                        | Hauptgürtel     |
| (836) Jole                             | Hauptgürtel     |
| (17995) Jolinefan                      | Hauptgürtel     |
| (14010) Jomonaomori                    | Hauptgürtel     |
| (31480) Jonahbutler                    | Hauptgürtel     |
| (21254) Jonan                          | Hauptgürtel     |
| (48886) Jonanderson                    | Hauptgürtel     |
| (27949) Jonasz                         | Hauptgürtel     |
| (33372) Jonathanchung                  | Hauptgürtel     |
| (27194) Jonathanli                     | Hauptgürtel     |
| (32049) Jonathanma                     | Hauptgürtel     |
| (2392) Jonathan Murray                 | Hauptgürtel     |
| (25116) Jonathanwang                   | Hauptgürtel     |
| (24131) Jonathuggins                   | Hauptgürtel     |
| (248993) Jonava                        | Hauptgürtel     |
| (24297) Jonbach                        | Hauptgürtel     |
| (129185) Jonburroughs                  | Hauptgürtel     |
| (24214) Jonchristo                     | Hauptgürtel     |
| (164130) Jonckheere                    | Hauptgürtel     |
| (4764) Joneberhart                     | Hauptgürtel     |
| (3152) Jones                           | Hauptgürtel     |
| (24215) Jongastel                      | Hauptgürtel     |
| (30370) Jongoetz                       | Hauptgürtel     |
| (27106) Jongoldman                     | Hauptgürtel     |
| (292159) Jongoldstein                  | Hauptgürtel     |
| (31460) Jongsowfei                     | Hauptgürtel     |
| (26664) Jongwon                        | Hauptgürtel     |
| (18117) Jonhodge                       | Hauptgürtel     |
| (5406) Jonjoseph                       | Hauptgürtel     |
| (7093) Jonleake                        | Hauptgürtel     |
| (16166) Jonlii                         | Hauptgürtel     |
| (23757) Jonmunoz                       | Hauptgürtel     |
| (133874) Jonnazucarelli                | Hauptgürtel     |
| (44001) Jonquet                        | Hauptgürtel     |
| (25549) Jonsauer                       | Hauptgürtel     |
| (22550) Jonsellon                      | Hauptgürtel     |
| (116939) Jonstewart                    | Hauptgürtel     |
| (5593) Jonsujatha                      | Hauptgürtel     |
| (26526) Jookayhyun                     | Hauptgürtel     |
| (24441) Jopek                          | Hauptgürtel     |
| (5232) Jordaens                        | Hauptgürtel     |
| (26934) Jordancotler                   | Hauptgürtel     |
| (20730) Jorgecarvano                   | Hauptgürtel     |
| (17842) Jorgegarcia                    | Hauptgürtel     |
| (13057) Jorgensen                      | Hauptgürtel     |
| (4298) Jorgenúnez                      | Hauptgürtel     |
| (347940) Jorgezuluaga                  | Hauptgürtel     |
| (286842) Joris                         | Hauptgürtel     |
| (471926) Jormungandr                   | Apollo-Typ      |
| (16083) Jórvik                         | Hauptgürtel     |
| (84340) Jos                            | Hauptgürtel     |
| (33165) Joschhambsch                   | Hauptgürtel     |
| (1423) Jose                            | Hauptgürtel     |
| (117652) Joséaponte                    | Hauptgürtel     |
| (649) Josefa                           | Hauptgürtel     |
| (4555) Josefapérez                     | Hauptgürtel     |
| (14976) Josefčapek                     | Hauptgürtel     |
| (90937) Josefdufek                     | Hauptgürtel     |
| (48457) Joseffried                     | Hauptgürtel     |
| (66151) Josefhanus                     | Hauptgürtel     |
| (21539) Josefhlávka                    | Hauptgürtel     |
| (26896) Josefhudec                     | Hauptgürtel     |
| (17625) Joseflada                      | Hauptgürtel     |
| (124143) Joséluiscorral                | Hauptgürtel     |
| (266983) Josepbosch                    | Hauptgürtel     |
| (19496) Josephbarone                   | Hauptgürtel     |
| (5883) Josephblack                     | Hauptgürtel     |
| (22666) Josephchurch                   | Hauptgürtel     |
| (25432) Josepherli                     | Hauptgürtel     |
| (134105) Josephfust                    | Hauptgürtel     |
| (21519) Josephhenry                    | Hauptgürtel     |
| (24434) Josephhoscheidt                | Hauptgürtel     |
| (303) Josephina                        | Hauptgürtel     |
| (32311) Josephineyu                    | Hauptgürtel     |
| (23688) Josephjoachim                  | Hauptgürtel     |
| (27845) Josephmeyer                    | Hauptgürtel     |
| (121609) Josephnicholas                | Hauptgürtel     |
| (121631) Josephnuth                    | Hauptgürtel     |
| (121717) Josephschepis                 | Hauptgürtel     |
| (168321) Josephschmidt                 | Hauptgürtel     |
| (11976) Josephthurn                    | Hauptgürtel     |
| (31680) Josephuitt                     | Hauptgürtel     |
| (6304) Josephus Flavius                | Hauptgürtel     |
| (8023) Josephwalker                    | Hauptgürtel     |
| (18379) Josévandam                     | Hauptgürtel     |
| (23329) Josevega                       | Hauptgürtel     |
| (8242) Joshemery                       | Hauptgürtel     |
| (129186) Joshgrindlay                  | Hauptgürtel     |
| (32213) Joshuachoe                     | Hauptgürtel     |
| (17991) Joshuaegan                     | Hauptgürtel     |
| (23808) Joshuahammer                   | Hauptgürtel     |
| (33575) Joshuajacob                    | Hauptgürtel     |
| (21862) Joshuajones                    | Hauptgürtel     |
| (168531) Joshuakammer                  | Hauptgürtel     |
| (12086) Joshualevine                   | Hauptgürtel     |
| (19204) Joshuatree                     | Hauptgürtel     |
| (21646) Joshuaturner                   | Hauptgürtel     |
| (25025) Joshuavo                       | Hauptgürtel     |
| (32121) Joshuazhou                     | Hauptgürtel     |
| (28759) Joshwentzel                    | Hauptgürtel     |
| (129063) Joshwood                      | Hauptgürtel     |
| (305953) Josiedubey                    | Hauptgürtel     |
| (246167) Joskohn                       | Hauptgürtel     |
| (6647) Josse                           | Hauptgürtel     |
| (14122) Josties                        | Hauptgürtel     |
| (10340) Jostjahn                       | Hauptgürtel     |
| (21363) Jotwani                        | Hauptgürtel     |
| (12759) Joule                          | Hauptgürtel     |
| (77441) Jouve                          | Hauptgürtel     |
| (32108) Jovanzhang                     | Hauptgürtel     |
| (921) Jovita                           | Hauptgürtel     |
| (7899) Joya                            | Hauptgürtel     |
| (5418) Joyce                           | Hauptgürtel     |
| (24509) Joycechai                      | Hauptgürtel     |
| (251627) Joyceearl                     | Hauptgürtel     |
| (20211) Joycegates                     | Hauptgürtel     |
| (30030) Joycekang                      | Hauptgürtel     |
| (20376) Joyhines                       | Hauptgürtel     |
| (32031) Joyjin                         | Hauptgürtel     |
| (26548) Joykutty                       | Hauptgürtel     |
| (28638) Joywang                        | Hauptgürtel     |
| (17611) Jožkakubík                     | Hauptgürtel     |
| (39971) József                         | Hauptgürtel     |
| (78577) JPL                            | Hauptgürtel     |
| (6810) Juanclariá                      | Hauptgürtel     |
| (178256) Juanmi                        | Hauptgürtel     |
| (9284) Juansanchez                     | Hauptgürtel     |
| (4270) Juanvictoria                    | Hauptgürtel     |
| (652) Jubilatrix                       | Hauptgürtel     |
| (9781) Jubjubbird                      | Hauptgürtel     |
| (9732) Juchnovski                      | Hauptgürtel     |
| (948) Jucunda                          | Hauptgürtel     |
| (185641) Judd                          | Hauptgürtel     |
| (32522) Judiepersons                   | Hauptgürtel     |
| (24261) Judilegault                    | Hauptgürtel     |
| (664) Judith                           | Hauptgürtel     |
| (23155) Judithblack                    | Hauptgürtel     |
| (8611) Judithgoldhaber                 | Hauptgürtel     |
| (17844) Judson                         | Hauptgürtel     |
| (20517) Judycrystal                    | Hauptgürtel     |
| (239046) Judysyd                       | Hauptgürtel     |
| (20135) Juels                          | Hauptgürtel     |
| (139) Juewa                            | Hauptgürtel     |
| (6644) Jugaku                          | Hauptgürtel     |
| (8649) Juglans                         | Hauptgürtel     |
| (2136) Jugta                           | Hauptgürtel     |
| (1248) Jugurtha                        | Hauptgürtel     |
| (2487) Juhani                          | Hauptgürtel     |
| (238771) Juhaszbalazs                  | Hauptgürtel     |
| (9417) Jujiishii                       | Hauptgürtel     |
| (4747) Jujo                            | Hauptgürtel     |
| (33113) Julabeth                       | Hauptgürtel     |
| (9447) Julesbordet                     | Hauptgürtel     |
| (11498) Julgeerts                      | Hauptgürtel     |
| (89) Julia                             | Hauptgürtel     |
| (18026) Juliabaldwin                   | Hauptgürtel     |
| (128614) Juliabest                     | Hauptgürtel     |
| (12446) Juliabryant                    | Hauptgürtel     |
| (8324) Juliadeleón                     | Hauptgürtel     |
| (20372) Juliafanning                   | Hauptgürtel     |
| (816) Juliana                          | Hauptgürtel     |
| (33687) Julianbain                     | Hauptgürtel     |
| (27323) Julianewman                    | Hauptgürtel     |
| (18176) Julianhong                     | Hauptgürtel     |
| (2704) Julian Loewe                    | Hauptgürtel     |
| (20325) Julianoey                      | Hauptgürtel     |
| (26522) Juliapoje                      | Hauptgürtel     |
| (23674) Juliebaker                     | Hauptgürtel     |
| (12880) Juliegrady                     | Hauptgürtel     |
| (20776) Juliekrugler                   | Hauptgürtel     |
| (8308) Julie-Mélissa                   | Hauptgürtel     |
| (7460) Julienicoles                    | Hauptgürtel     |
| (17439) Juliesan                       | Hauptgürtel     |
| (33498) Juliesmith                     | Hauptgürtel     |
| (202736) Julietclare                   | Hauptgürtel     |
| (33501) Juliethompson                  | Hauptgürtel     |
| (1285) Julietta                        | Hauptgürtel     |
| (24410) Juliewalker                    | Hauptgürtel     |
| (22477) Julimacoraor                   | Hauptgürtel     |
| (5996) Julioangel                      | Hauptgürtel     |
| (28125) Juliomiguez                    | Hauptgürtel     |
| (28739) Julisauer                      | Hauptgürtel     |
| (13370) Júliusbreza                    | Hauptgürtel     |
| (221698) Juliusolsen                   | Hauptgürtel     |
| (263255) Jultayu                       | Hauptgürtel     |
| (21428) Junehokim                      | Hauptgürtel     |
| (9649) Junfukue                        | Hauptgürtel     |
| (3766) Junepatterson                   | Hauptgürtel     |
| (126905) Junetveekrem                  | Hauptgürtel     |
| (11518) Jung                           | Hauptgürtel     |
| (10103) Jungfrun                       | Hauptgürtel     |
| (210035) Jungli                        | Hauptgürtel     |
| (40441) Jungmann                       | Hauptgürtel     |
| (6052) Junichi                         | Hauptgürtel     |
| (13533) Junili                         | Hauptgürtel     |
| (10182) Junkobiwaki                    | Hauptgürtel     |
| (8724) Junkoehara                      | Hauptgürtel     |
| (3) Juno                               | Hauptgürtel     |
| (8941) Junsaito                        | Hauptgürtel     |
| (5073) Junttura                        | Hauptgürtel     |
| (42113) Jura                           | Hauptgürtel     |
| (5778) Jurafrance                      | Hauptgürtel     |
| (250719) Jurajbardy                    | Hauptgürtel     |
| (24976) Jurajtoth                      | Hauptgürtel     |
| (22429) Jurašek                        | Hauptgürtel     |
| (89818) Jureskvarč                     | Hauptgürtel     |
| (3537) Jürgen                          | Hauptgürtel     |
| (5394) Jurgens                         | Hauptgürtel     |
| (4388) Jürgenstock                     | Hauptgürtel     |
| (14966) Jurijvega                      | Hauptgürtel     |
| (9470) Jussieu                         | Hauptgürtel     |
| (27382) Justinbarber                   | Hauptgürtel     |
| (21394) Justinbecker                   | Hauptgürtel     |
| (11948) Justinehénin                   | Hauptgürtel     |
| (17115) Justiniano                     | Hauptgürtel     |
| (19593) Justinkoh                      | Hauptgürtel     |
| (21401) Justinkovac                    | Hauptgürtel     |
| (13585) Justinsmith                    | Hauptgürtel     |
| (26666) Justinto                       | Hauptgürtel     |
| (269) Justitia                         | Hauptgürtel     |
| (21747) Justsolomon                    | Hauptgürtel     |
| (2799) Justus                          | Hauptgürtel     |
| (6041) Juterkilian                     | Marsbahnkreuzer |
| (1183) Jutta                           | Hauptgürtel     |
| (25084) Jutzi                          | Hauptgürtel     |
| (44011) Juubichi                       | Hauptgürtel     |
| (2818) Juvenalis                       | Hauptgürtel     |
| (605) Juvisia                          | Hauptgürtel     |
| (48171) Juza                           | Hauptgürtel     |
| (289021) Juzeliunas                    | Hauptgürtel     |
| (7905) Juzoitami                       | Hauptgürtel     |
| (3878) Jyoumon                         | Hauptgürtel     |
| (6022) Jyuro                           | Hauptgürtel     |
| (1500) Jyväskylä                       | Hauptgürtel     |